# Tomohiko Itō
Tomohiko Itō (jap. 伊藤 友彦, Itō Tomohiko; * 28. Mai 1978 in der Präfektur Osaka) ist ein ehemaliger japanischer Fußballspieler.

## Karriere
Itō erlernte das Fußballspielen in der Schulmannschaft der Chukyo University Chukyo High School. Seinen ersten Vertrag unterschrieb er 1997 bei den Nagoya SC. 1999 wechselte er zum Zweitligisten Ventforet Kofu. Für den Verein absolvierte er 44 Spiele. 2001 wechselte er zum Ligakonkurrenten Shonan Bellmare. 2003 wechselte er zum Erstligisten Cerezo Osaka. Für den Verein absolvierte er 23 Erstligaspiele. 2006 kehrte er zu Shonan Bellmare zurück. Am Ende der Saison 2009 stieg der Verein in die J1 League auf. Für den Verein absolvierte er 30 Spiele. Ende 2010 beendete er seine Karriere als Fußballspieler.

## Erfolge
Cerezo Osaka
- Kaiserpokal

Finalist: 2003